# Gabriel Textrinus
Gabriel Textrinus, född 15 januari 1691 i Svärtuna, död 12 maj 1774 i Hardemo, var en svensk präst och director musices.

## Biografi
Gabriel Textrinus föddes i Svärtuna som son till klockaren och linnevävaren Per Jonasson och Britta Nilsdotter. Efter studier i Nyköping och vid Strängnäs gymnasium där han torde fått musikutbildning och ett år vid  Uppsala universitet  blev han 1716 kantor vid Storskolan i Stockholm. Efter prästvigning 28 april 1719 i Strängnäs blev han samma år pastorsadjunkt i Klara församling. 1721 blev han director musices et cantus vid Strängnäs gymnasium och 1731 domkyrkosyssloman där. Han blev kyrkoherde i Hardemo 1747 där han avled 1774 och begravdes i kyrkans kor med gravsten över honom, hustrun, död 1762 och sonen Petrus, död 1770.